# Marktstraße 8 (Quedlinburg)

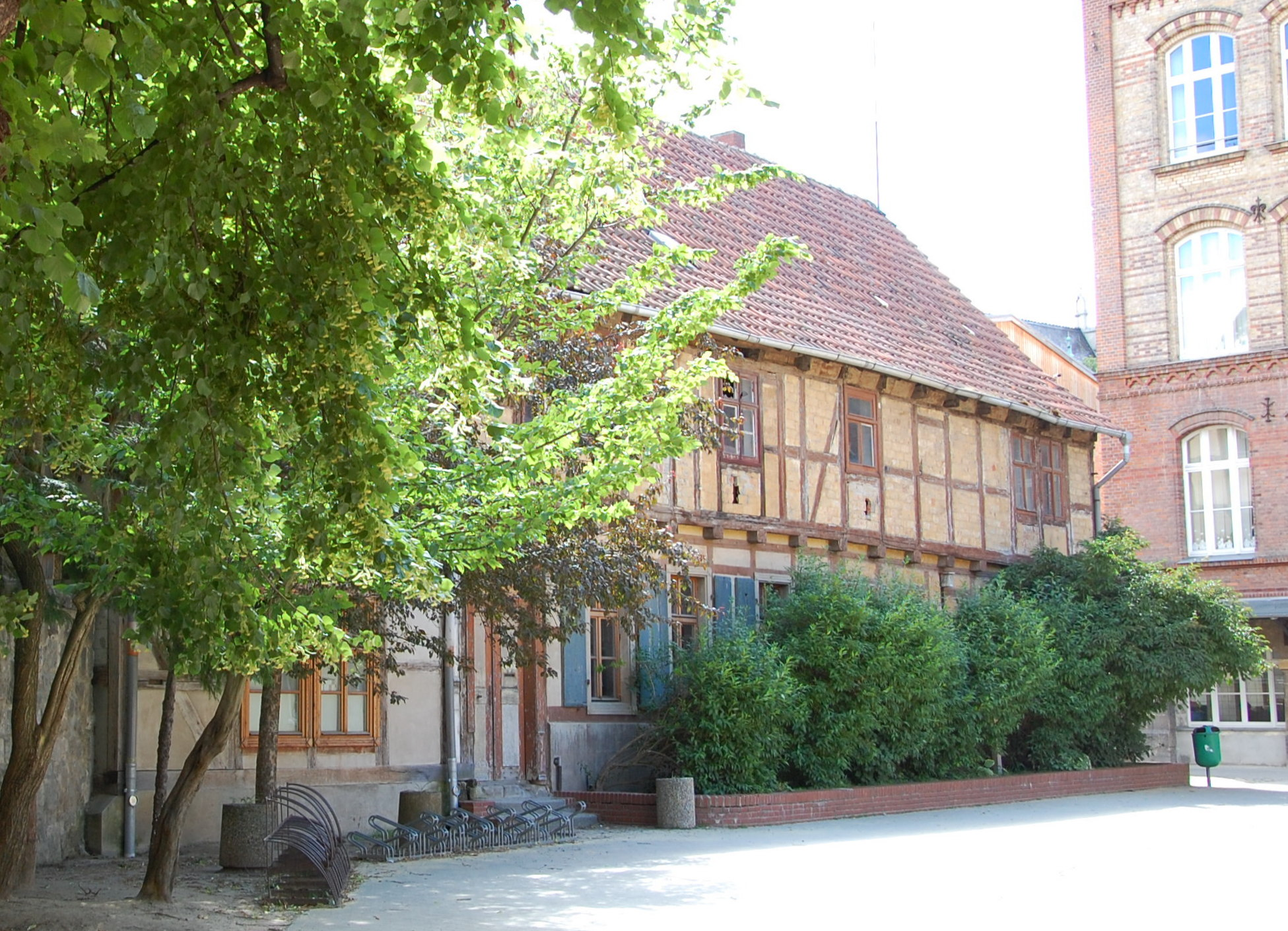
Haus Marktstraße 8

Das Haus Marktstraße 8 ist ein denkmalgeschütztes Gebäude in der Stadt Quedlinburg in Sachsen-Anhalt. 

## Lage
Es befindet sich in der historischen Quedlinburger Altstadt nördlich des Marktplatzes der Stadt. Das Haus gehört zum UNESCO-Weltkulturerbe und ist im Quedlinburger Denkmalverzeichnis als Wohnhaus eingetragen. Das Gebäude befindet sich auf der Südseite des Hofs des Grundstücks Marktstraße 8, unmittelbar südlich des Schulhofes der Marktschule Quedlinburg.

## Architektur und Geschichte
Das zweigeschossige Fachwerkhaus entstand in der Zeit um 1820. Es war ein Hofflügel eines Bürgerhofes und ist weitgehend original erhalten.